# Morawina (Moszczenica Niżna)
Morawina (niem. Morau) – część wsi Moszczenica Niżna w Polsce, położona w województwie małopolskim, w powiecie nowosądeckim, w gminie Stary Sącz.